# ラファエラ・ザネラト
ラファエラ・ザネラト(Rafaela Zanellato、1999年11月25日 - ）は、ブラジルの女子ラグビー選手。

## プロフィール
- ブラジル、クリチバ出身[1]。
- ポジションはフッカー(HO)。
- 身長 162cm、体重 70kg

## 略歴
2021年、東京五輪の7人制女子ブラジル代表に選ばれた。